# Primeira Divisão de Hóquei Indoor (Sala) Feminino
Campeonato Português de Hóquei Indoor Feminino
O hóquei de sala Feminino (Women’s Indoor Hockey, em inglês) é uma variante do hóquei em campo, é um desporto praticado por duas equipas de 6 jogadores (5 Jogadores e 1 Guarda Redes). Um jogo divide-se em duas partes de 25 minutos, o objetivo do jogo é tentar marcar o maior número de golos possíveis, conduzindo a bola por intermédio de um stick. O hóquei de sala foi criado na Alemanha nos anos 1950, se espalhando rapidamente pelos outros países europeus. Este Campeonato e organizado pela FPH (Federação Portuguesa de Hóquei). O Grupo Dramático e Sportivo de Cascais é o clube com mais campeonatos (7).

## Vencedores
| Campeonato Português da Primeira Divisão de Hóquei de Sala Feminino (Indoor) | Campeonato Português da Primeira Divisão de Hóquei de Sala Feminino (Indoor) | Campeonato Português da Primeira Divisão de Hóquei de Sala Feminino (Indoor) | Campeonato Português da Primeira Divisão de Hóquei de Sala Feminino (Indoor) |
| Época                                                                        | Vencedor                                                                     | Resultados                                                                   | Finalista Vencido                                                            |
| ---------------------------------------------------------------------------- | ---------------------------------------------------------------------------- | ---------------------------------------------------------------------------- | ---------------------------------------------------------------------------- |
| 2019-20                                                                      |                                                                              | –                                                                            |                                                                              |
| 2018-19                                                                      | GD Viso                                                                      | 4 – 3                                                                        | Lisbon Casuals HC                                                            |
| 2017-18                                                                      | Lisbon Casuals HC                                                            | 5 – 2                                                                        | GD Viso                                                                      |
| 2016-17                                                                      | Lisbon Casuals HC                                                            | 2 – 1                                                                        | Atlético CP                                                                  |
| 2015-16                                                                      | Lisbon Casuals HC                                                            | 7 – 1                                                                        | GD Viso                                                                      |
| 2014-15                                                                      | SC Porto                                                                     | –                                                                            |                                                                              |
| 2013-14                                                                      | AD Lousada                                                                   | –                                                                            |                                                                              |
| 2012-13                                                                      | Lisbon Casuals HC                                                            | –                                                                            |                                                                              |
| 2011-12                                                                      | CF Belenenses                                                                | –                                                                            |                                                                              |
| 2010-11                                                                      | CF Belenenses                                                                | –                                                                            |                                                                              |
| 2009-10                                                                      | CF Belenenses                                                                | –                                                                            |                                                                              |
| 2008-09                                                                      | AD Lousada                                                                   | –                                                                            |                                                                              |
| 2007-08                                                                      | AD Lousada                                                                   | –                                                                            |                                                                              |
| 2006-07                                                                      | G Dramático Sportivo de Cascais                                              | –                                                                            |                                                                              |
| 2005-06                                                                      | G Dramático Sportivo de Cascais                                              | –                                                                            |                                                                              |
| 2004-05                                                                      | G Dramático Sportivo de Cascais                                              | –                                                                            |                                                                              |
| 2003-04                                                                      | G Dramático Sportivo de Cascais                                              | –                                                                            |                                                                              |
| 2002-03                                                                      | G Dramático Sportivo de Cascais                                              | –                                                                            |                                                                              |
| 2001-02                                                                      | G Dramático Sportivo de Cascais                                              | –                                                                            |                                                                              |
| 2000-01                                                                      | G Dramático Sportivo de Cascais                                              | –                                                                            |                                                                              |

## Palmarés
| Equipa                          | Títulos | Épocas                                                        |
| ------------------------------- | ------- | ------------------------------------------------------------- |
| G Dramático Sportivo de Cascais | 7       | 2000/01, 2001/02, 2002/03, 2003/04, 2004/05, 2005/06, 2006/07 |
| Lisbon Casuals HC               | 4       | 2012/13, 2015/16, 2016/17, 2017/18                            |
| AD Lousada                      | 3       | 2007/08, 2008/09, 2013/14                                     |
| CF Belenenses                   | 3       | 2009/10, 2010/11, 2011/12                                     |
| GD Viso                         | 1       | 2018/19                                                       |
| SC Porto                        | 1       | 2014/15                                                       |